# Roosevelt Room

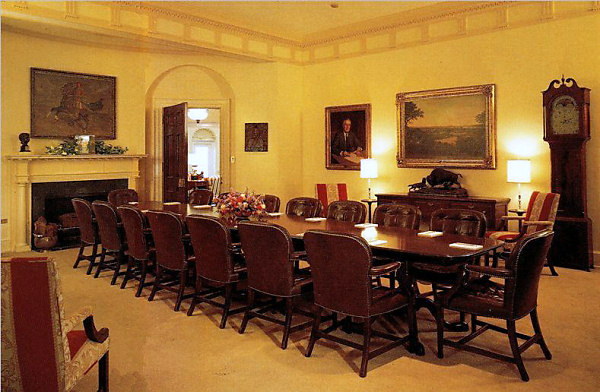
Der Roosevelt Room

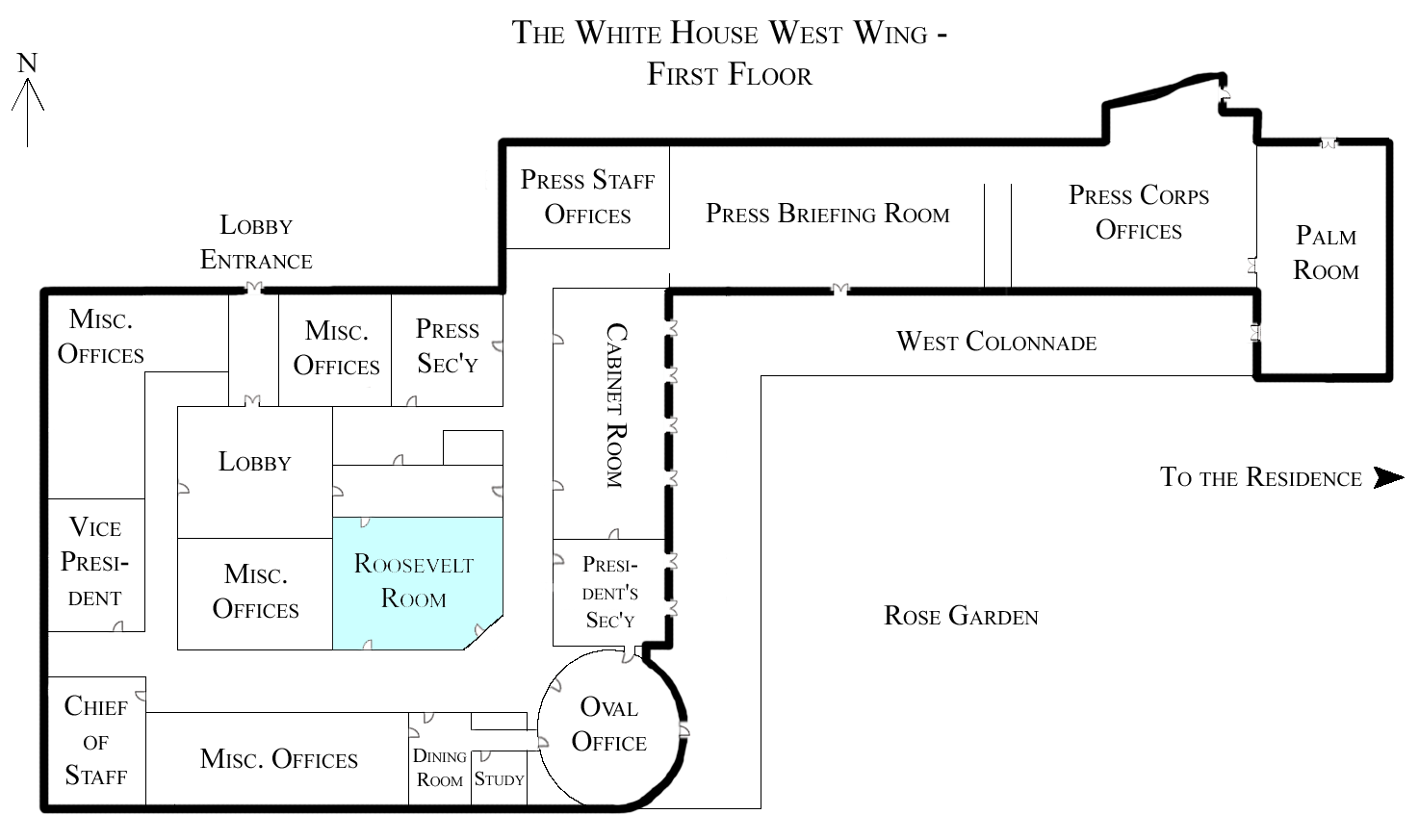
Grundriss des Erdgeschosses des West Wings, der Roosevelt Room hervorgehoben

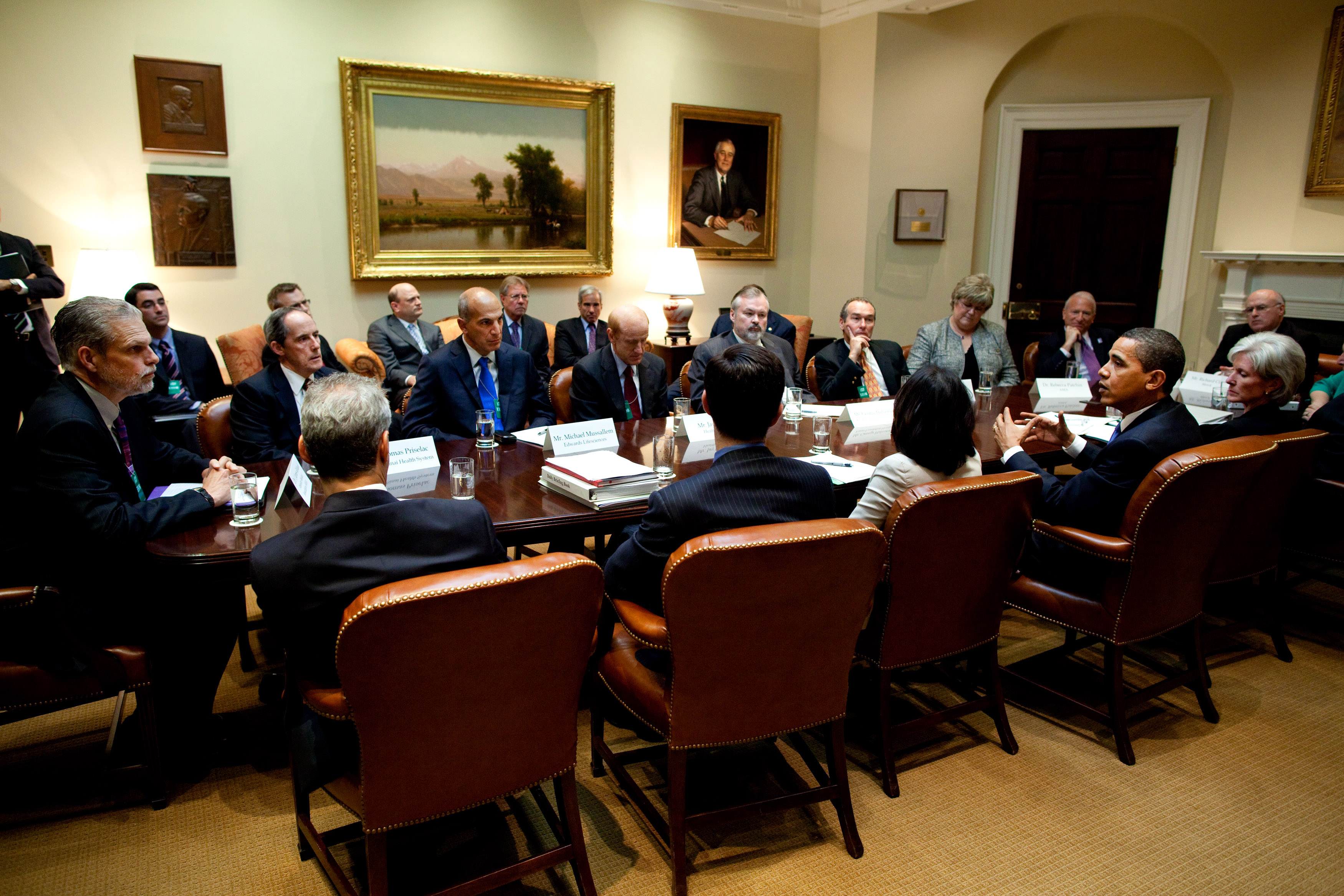
Präsident Obama berät sich mit Gesundheitsvertretern im Roosevelt Room

Der  Roosevelt Room ist ein Allzweck-Konferenzraum im West Wing des Weißen Hauses, er wurde im Jahre 1934 erstellt. Präsident Richard Nixon taufte das Zimmer im Jahre 1969, beider Roosevelts zu Ehren. Theodore war für den Bau des West Wings  zuständig und Franklin für seine Erweiterung. Porträts der beiden Präsidenten hängen im Roosevelt Room.